# 童貞ソー・ヤング
『童貞ソー・ヤング』（どうていソー・ヤング）は、日本のバンド、GOING STEADYが2002年6月12日にリリースした、5枚目のシングルである。

## 概要
- ジャケットのイラストは漫画家の古泉智浩が描いた。
- 2曲目のTwenty one againはイギリスのグループMEGA CITY FOURのカバー。
- 『DTテレビ』（Abematv）のテーマソング。

## 収録曲
1. 童貞ソー・ヤング
2. Twenty one again